# TOI-700 c

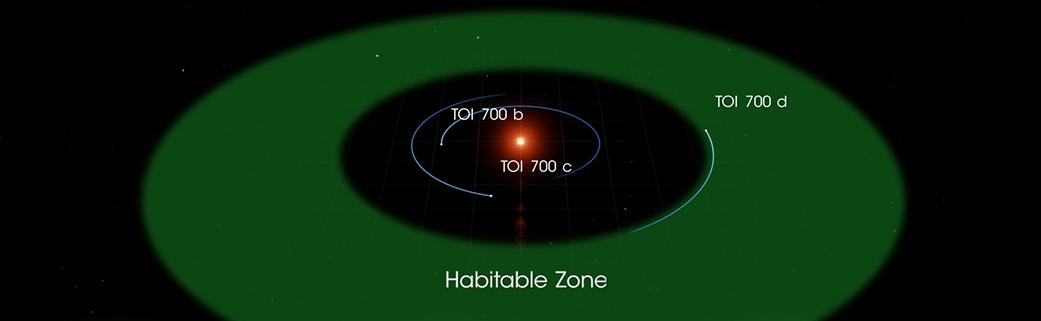
TOI-700の惑星系とハビタブルゾーンの位置

TOI-700 cとは、かじき座の方向に約101.5光年離れた場所に位置する、恒星TOI-700を公転する太陽系外惑星である。TOI 700 cと表記されることもある。

## 発見
2020年1月にハワイのホノルルで開催された「アメリカ天文学会第235回会合」にて、アメリカ航空宇宙局（NASA）が打ち上げた太陽系外惑星探索衛星TESSによる観測データから、TOI-700 cを含むTOI-700を公転する3つの惑星を発見したと発表された。TOI-700 cは惑星が主星の手前を通過（トランジット）することによる定期的な主星の見かけの明るさの減光から惑星を発見するトランジット法によって発見された。

## 特徴
| 海王星 | TOI-700 c |
| ------ | --------- |
| 海王星 | Exoplanet |

地球の2.63倍の大きさを持つ、海王星よりやや小規模な海王星型惑星を指す「サブ・ネプチューン（sub-Neptune）」に分類されている。軌道はハビタブルゾーンより内側に位置する。表面温度は83 ℃と推定されている。2017年に発表された「Forecaster」と呼ばれるモデルを用いたところ、地球の7.48倍の質量を持つと推測されているが、上限値では地球の13倍以上、下限値では約4倍とかなり大きな誤差が存在している。
公転周期は約16日で、TOI-700系を公転する惑星の中では内側から2番目を公転している。TOI-700 cを含むTOI-700系の3つの惑星はすべて潮汐固定されている可能性がある。TOI-700 cの内側と外側には共に地球程度の規模を持つTOI-700 bとTOI-700 dと呼ばれる別の惑星が公転しているが、その中間にあるTOI-700 cのみ大きさや推定される質量が大きいことから、TOI-700系で長期的な惑星移動が発生していた可能性があるとされる。